# 1er arrondissement de Hô Chi Minh-Ville
Pour les articles homonymes, voir 1er arrondissement.
Le premier arrondissement de Hô Chi Minh-Ville (en vietnamien, Quận Nhứt) est l’un des 24 arrondissements de Hô Chi Minh-Ville, la plus grande ville du Viêt Nam.

## Présentation
Bordé au nord-est par le district de Binh Thanh, la rivière de Saïgon, le district de Phu Nhuan, à l’ouest du 10e et du 3e arrondissement, il comptait 205 180 habitants en 2017 pour 7,71 km2.

## Métro de Hô Chi Minh-Ville
À partir de 2021, les lignes 2, 3A et 4A du métro de Hô Chi Minh-Ville desserviront progressivement l'arrondissement.

## Tourisme
L’arrondissement compte plusieurs monuments de portée touristique importante datant de l'époque de l'Indochine française :
- La cathédrale Notre-Dame de Saïgon ;
- L’opéra de Saïgon ;
- La poste centrale de Saïgon ;
- L’hôtel de ville ;
- Le palais de la réunification ;
- Le musée d’histoire de Hô Chi Minh-Ville ;
- Le Musée des Beaux-Arts de Hô Chi Minh-Ville ;
- Le temple du Souvenir annamite ;
- L'Hôtel Continental de Saïgon ;
- L'Hôtel Majestic de Saïgon ;
- Le Grand Hôtel Saïgon ;
- L'Hôtel Rex ;
- Le Marché Bên Thành.

## Panorama

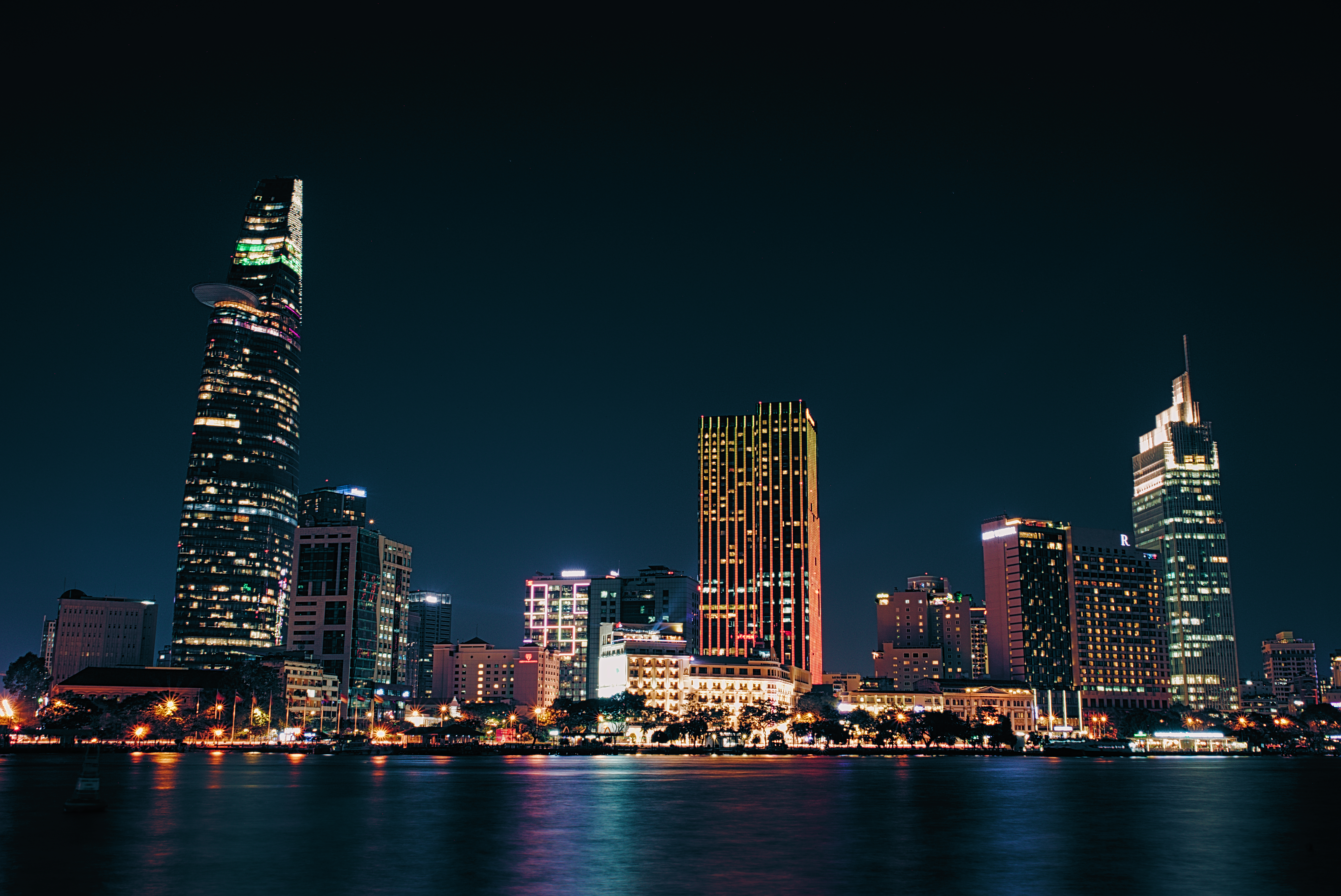
Le premier arrondissement vu de la rivière Saïgon.

## Éducation

### Universités
| Établissement                                                     | Fondé | Adresse                     |
| ----------------------------------------------------------------- | ----- | --------------------------- |
| Institut de technologie des postes et télécommunications          | -     | 11 Nguyễn Đình Chiểu street |
| Université Hoa Sen                                                | -     | 8 Nguyễn Văn Tráng          |
| Conservatoire de Hô Chi Minh-Ville                                | -     | 112 Nguyễn Du               |
| Université des sciences sociales et humaines de Hô Chi Minh-Ville | 1955  | 10 - 12 Đinh Tiên Hoàng     |
| Université de pharmacie et médecine de Hô Chi Minh-Ville          | -     | 41 Đinh Tiên Hoàng          |
| Université bancaire de Hô Chi Minh-Ville                          | -     | 125 Cống Quỳnh              |

## Consulats
Hô Chi Minh-Ville est la ville la plus grande et la plus fréquentée du Viêt Nam, avec une grande population de personnes du monde entier qui y vivent et y travaillent. Parce que le district 1 est le quartier central de la ville, de nombreux consulats étrangers s'y trouvent.
| Consulat                        | Adresse                                                                               |
| ------------------------------- | ------------------------------------------------------------------------------------- |
| Le consulat d'Australie         | Niveau 20, Vincom Center 47 Lý Tự Trọng, Bến Nghé Ward, District 1, Hô Chi Minh-Ville |
| Le consulat du Cambodge         | 41 Phùng Khắc Khoan, Đa Kao Ward, District 1, Hô Chi Minh-Ville                       |
| Le consulat du Canada           | 235 Đồng Khởi, Bến Nghé Ward, District 1, Hô Chi Minh-Ville                           |
| Le consulat du Cuba             | 45 Phùng khắc Khoan, Đa Kao Ward, District 1, Hô Chi Minh-Ville                       |
| Le consulat de Tchéquie         | 28 Nguyễn Thị Minh Khai, Bến Nghé Ward, District 1, Hô Chi Minh-Ville                 |
| Le consulat de France           | 27 Nguyễn Thị Minh Khai, Bến Nghé Ward, District 1, Hô Chi Minh-Ville                 |
| Le consulat de Hongrie          | 22 Phùng Khắc Khoan, Đa Kao Ward, District 1, Hô Chi Minh-Ville                       |
| Le consulat d’Indonésie         | 18 Phùng Khắc Khoan, Đa Kao Ward, District 1, Hô Chi Minh-Ville                       |
| Le consulat d'Italie            | 17 Lê Duẩn Ward, Bến Nghé, District 1, Hô Chi Minh-Ville                              |
| Le consulat de Corée du Sud     | 107 Nguyễn Du, Bến Nghé Ward, District 1, Hô Chi Minh-Ville                           |
| Le consulat du Laos             | 93 Pasteur, Bến Nghé Ward, District 1, Hô Chi Minh-Ville                              |
| Le consulat de Malaisie         | 2 Ngô Đức Kế, Bến Nghé Ward, District 1, Hô Chi Minh-Ville                            |
| Le consulat de Nouvelle-Zélande | 41 Nguyễn Thị Minh Khai, Bến Nghé Ward, District 1, Hô Chi Minh-Ville                 |
| Le consulat de Japon            | 13-17 Nguyễn Huệ, Bến Nghé Ward, District 1, Hô Chi Minh-Ville                        |
| Le consulat de Panama           | 7A Lê Thánh Tôn, Bến Nghé Ward, District 1, Hô Chi Minh-Ville                         |
| Le consulat de Pologne          | 2 Trần Cao Vân, Đa Kao Ward, District 1, Hô Chi Minh-Ville                            |
| Le consulat de Singapour        | 65 Lê Lợi, Bến Nghé Ward, District 1, Hô Chi Minh-Ville                               |
| Le consulat de Suède            | 8A/11 D1 Lầu 5 Thái Văn Lung, Bến Nghé Ward, District 1, Hô Chi Minh-Ville            |
| Le consulat de Suisse           | 2 Ngô Đức Kế, Bến Nghé Ward, District 1, Hô Chi Minh-Ville                            |
| Le consulat du Royaume-Uni      | 25 Lê Duẩn, Bến Nghé Ward, District 1, Hô Chi Minh-Ville                              |
| Le consulat des États-Unis      | 4 Lê Duẩn, Bến Nghé Ward, District 1, Hô Chi Minh-Ville                               |

## Galerie

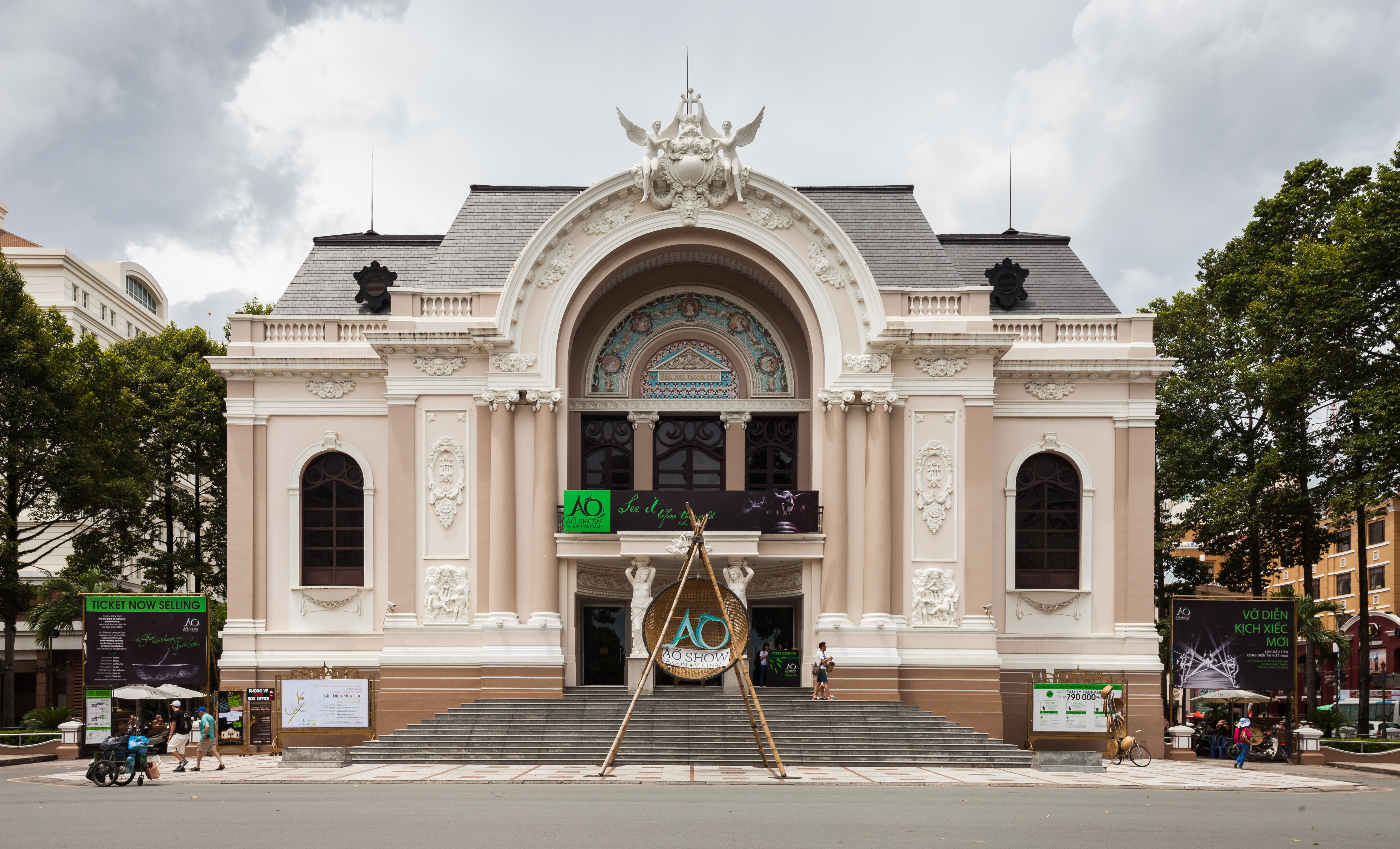
L'opéra de Saïgon inspiré du Petit Palais de Paris.
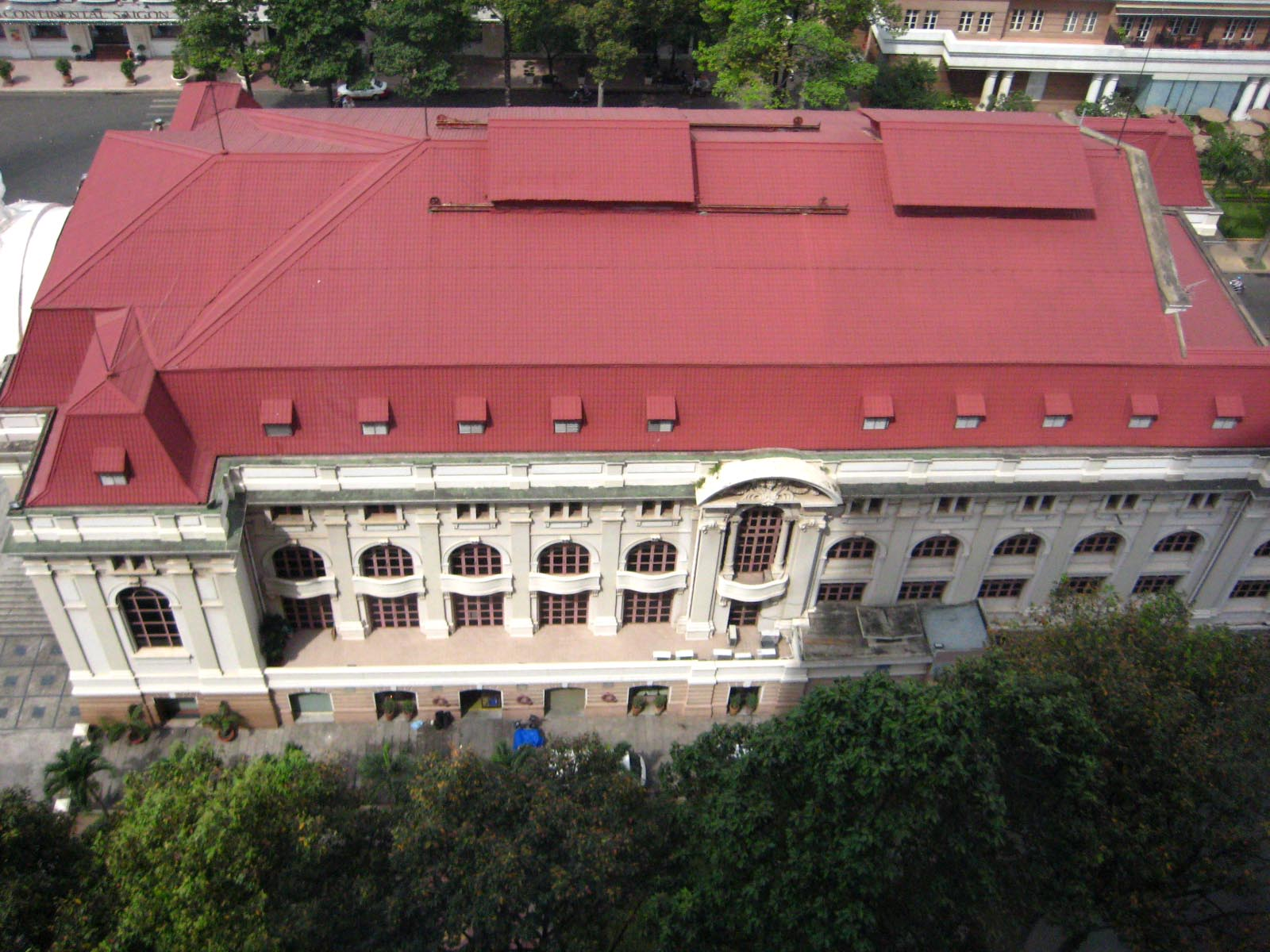
Vue aérienne de l'opéra.
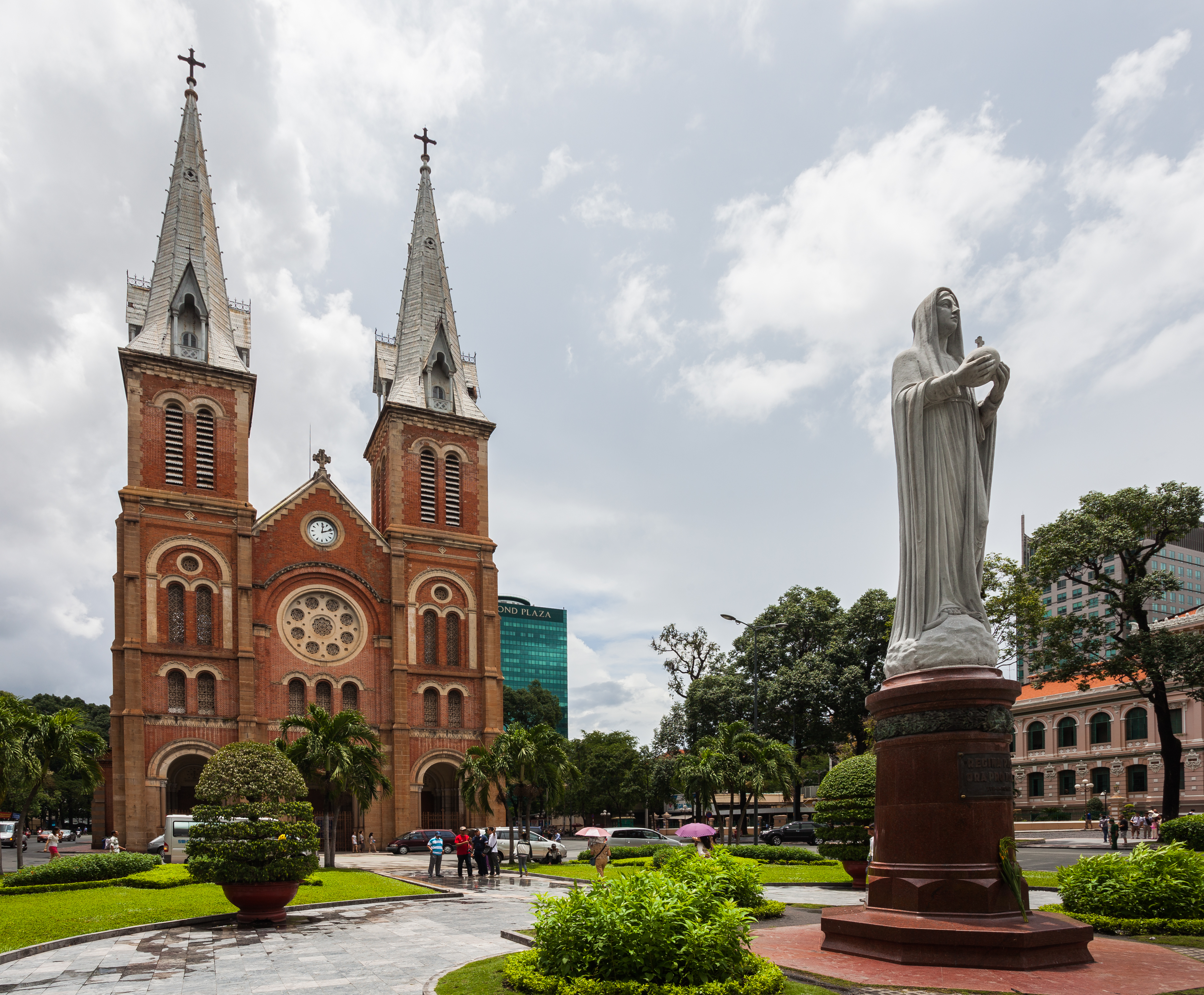
Cathédrale et statue de Notre-Dame de Saïgon.
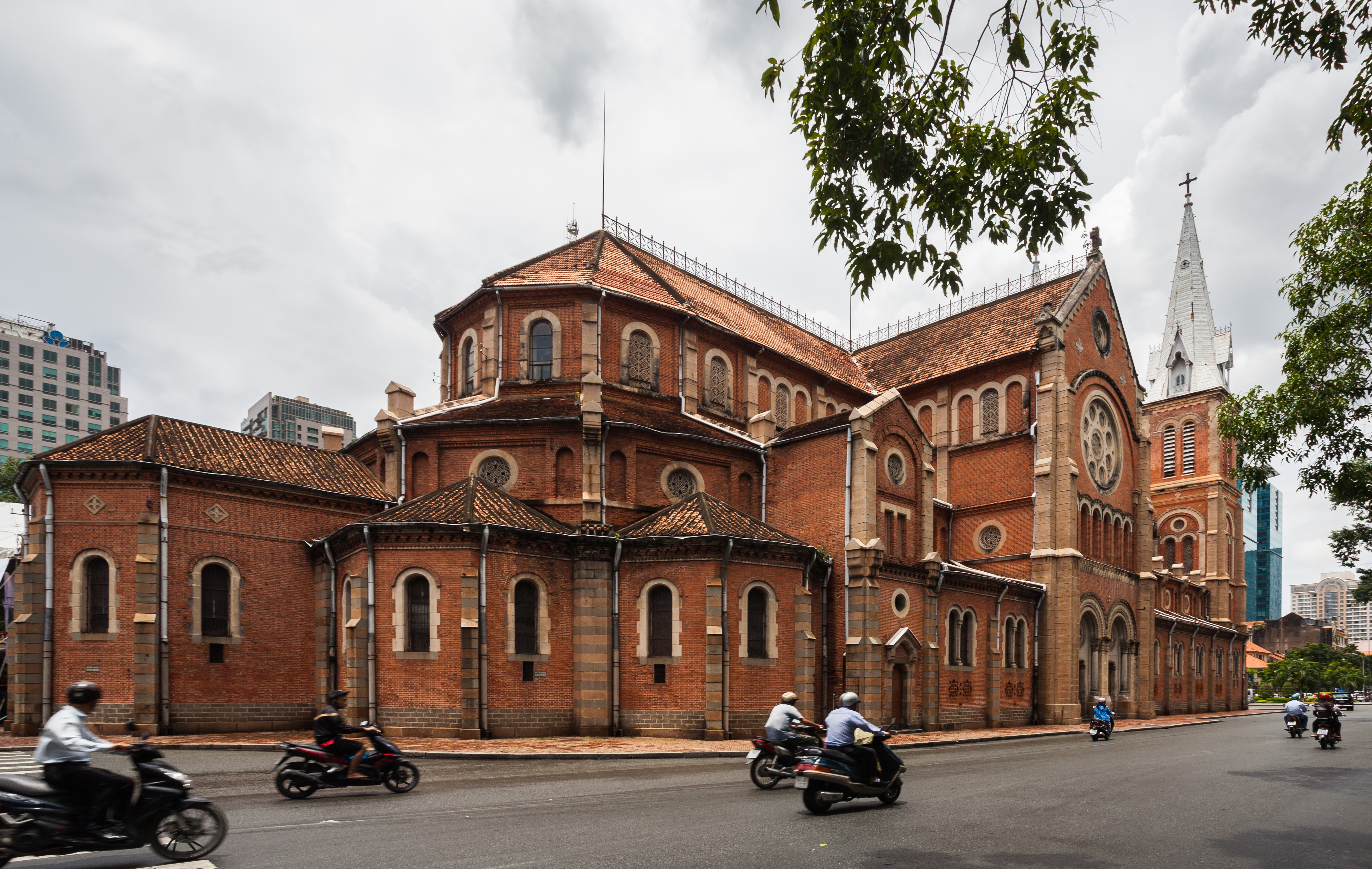
Vue de l’abside.
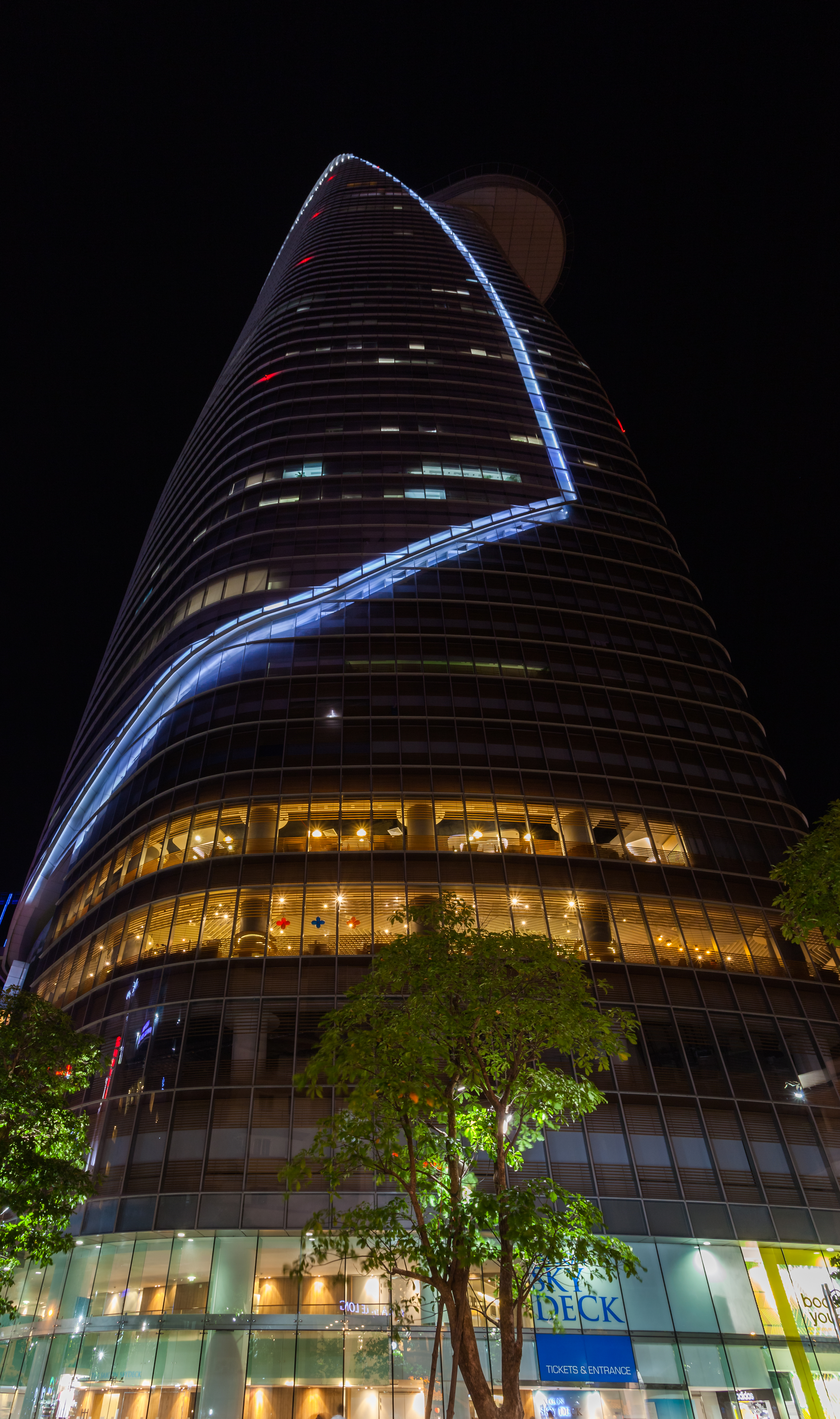
Tour de la finance Bitexco

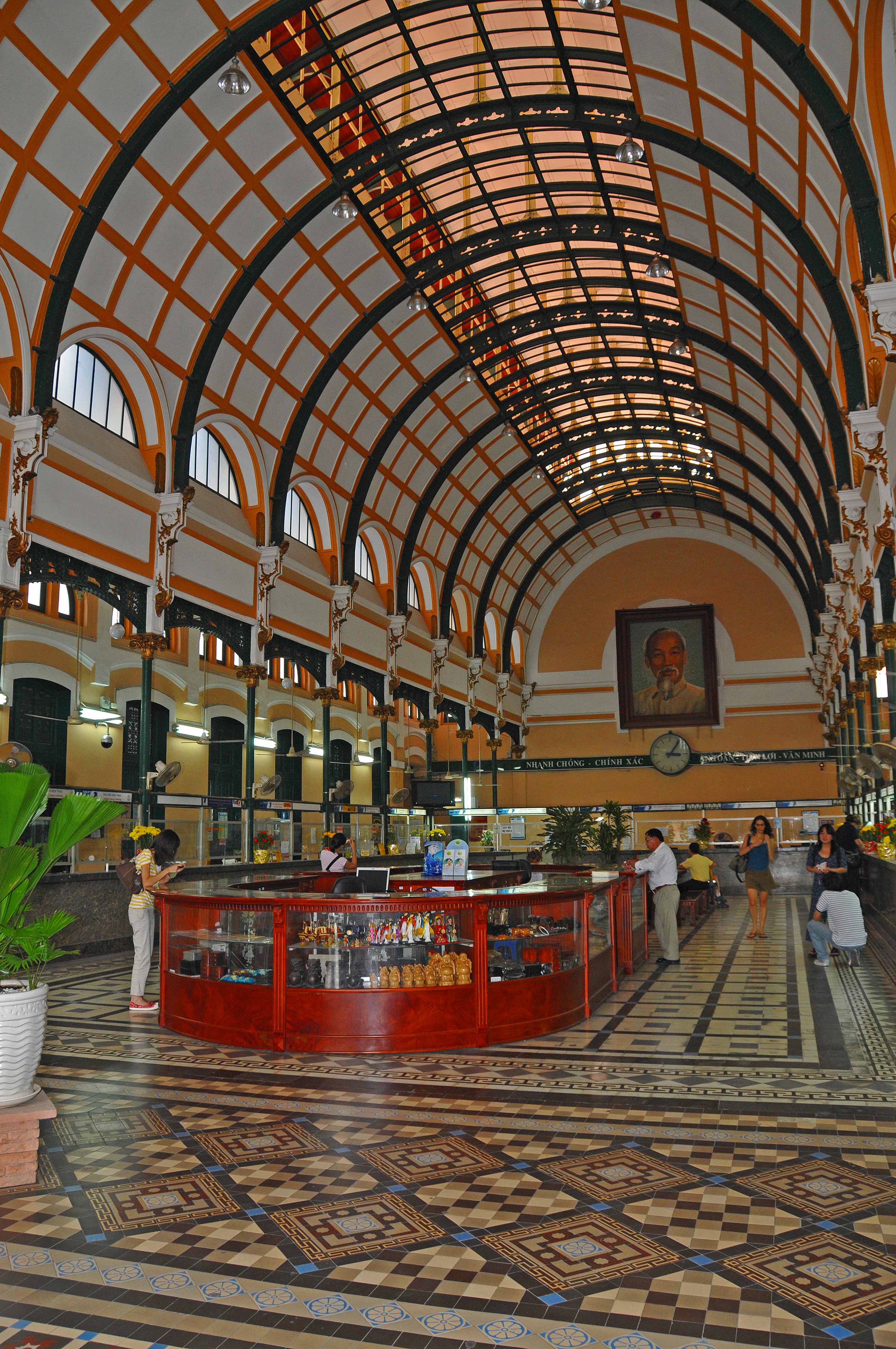
Une salle de la poste centrale.
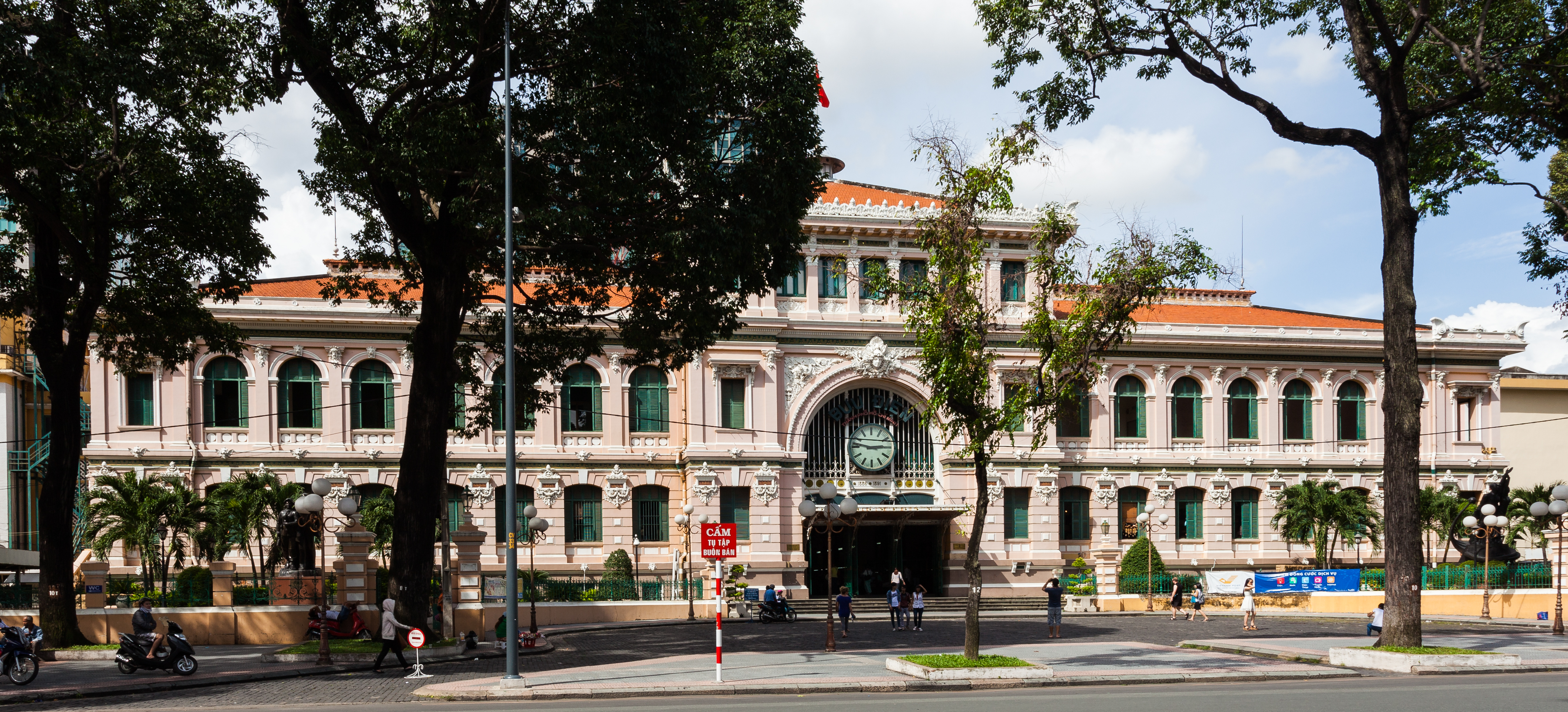
La poste centrale de Saïgon de la rue Công xã Paris.
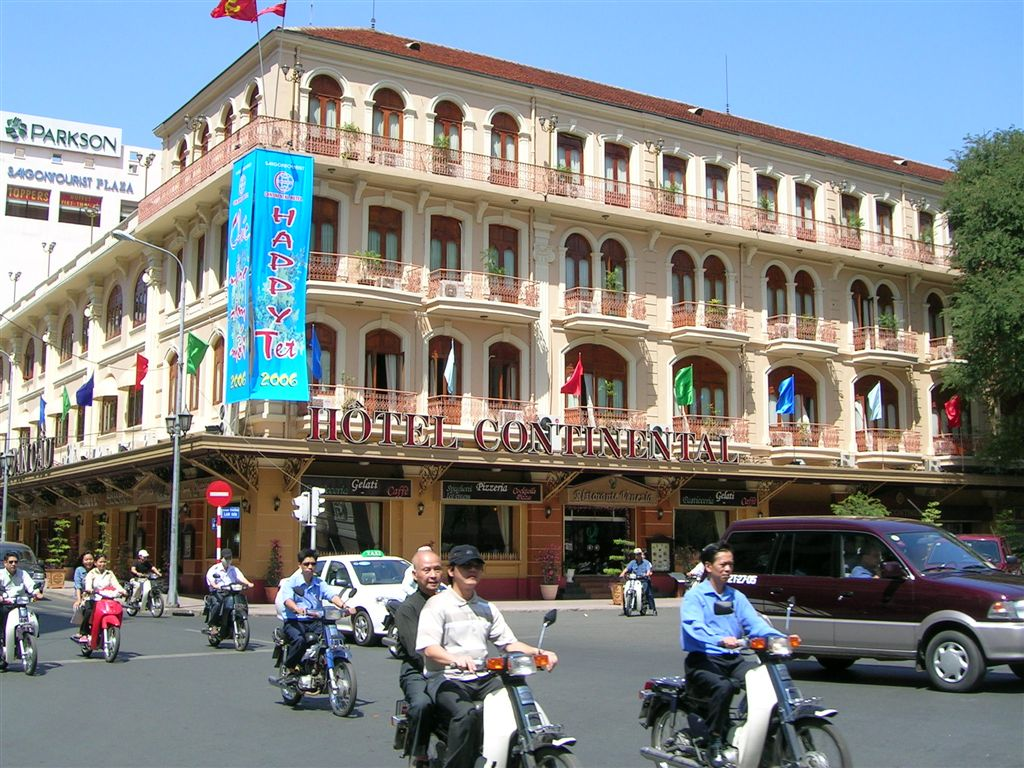
Hôtel Continental.
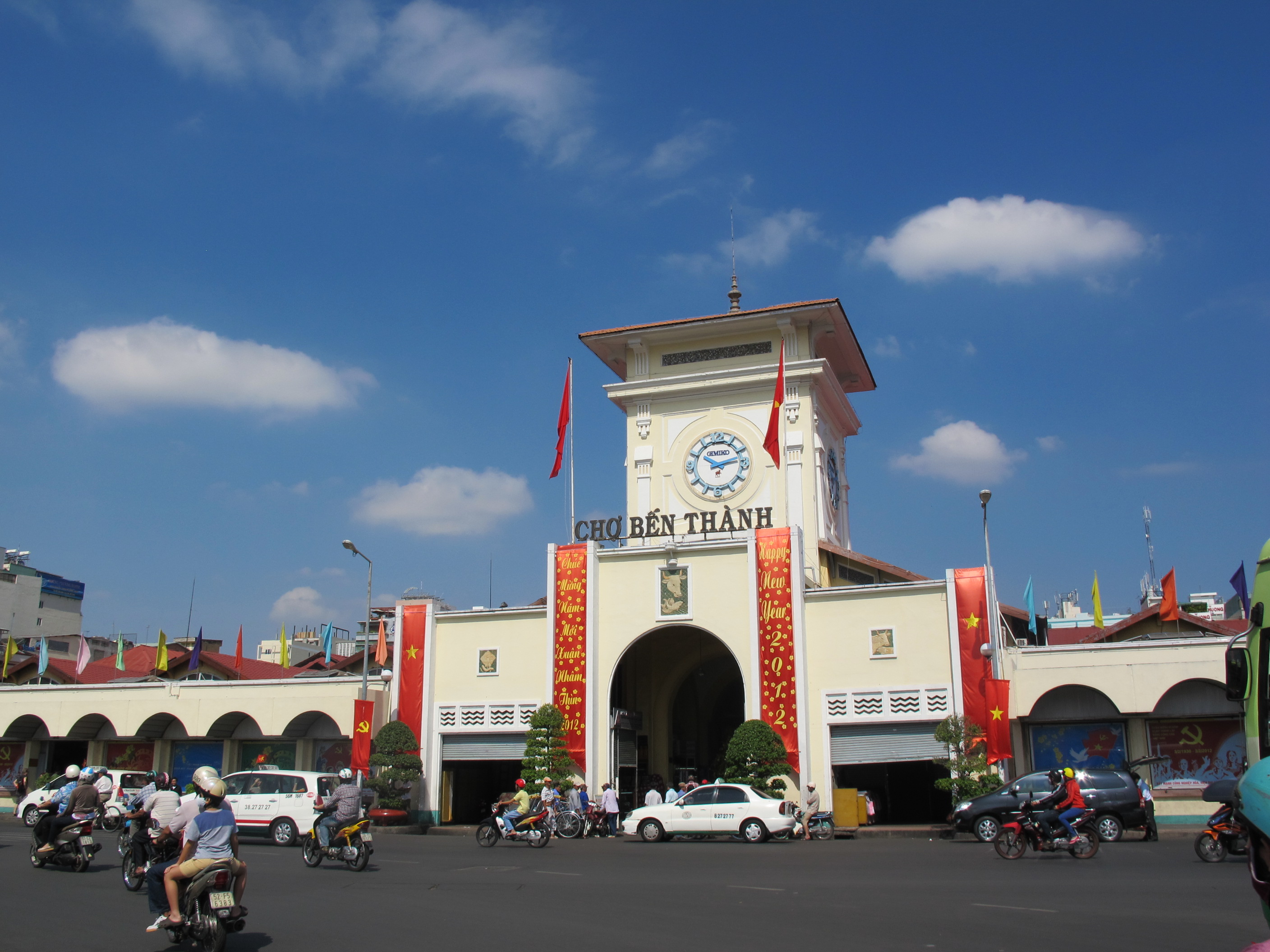
Marché Bên Thành.
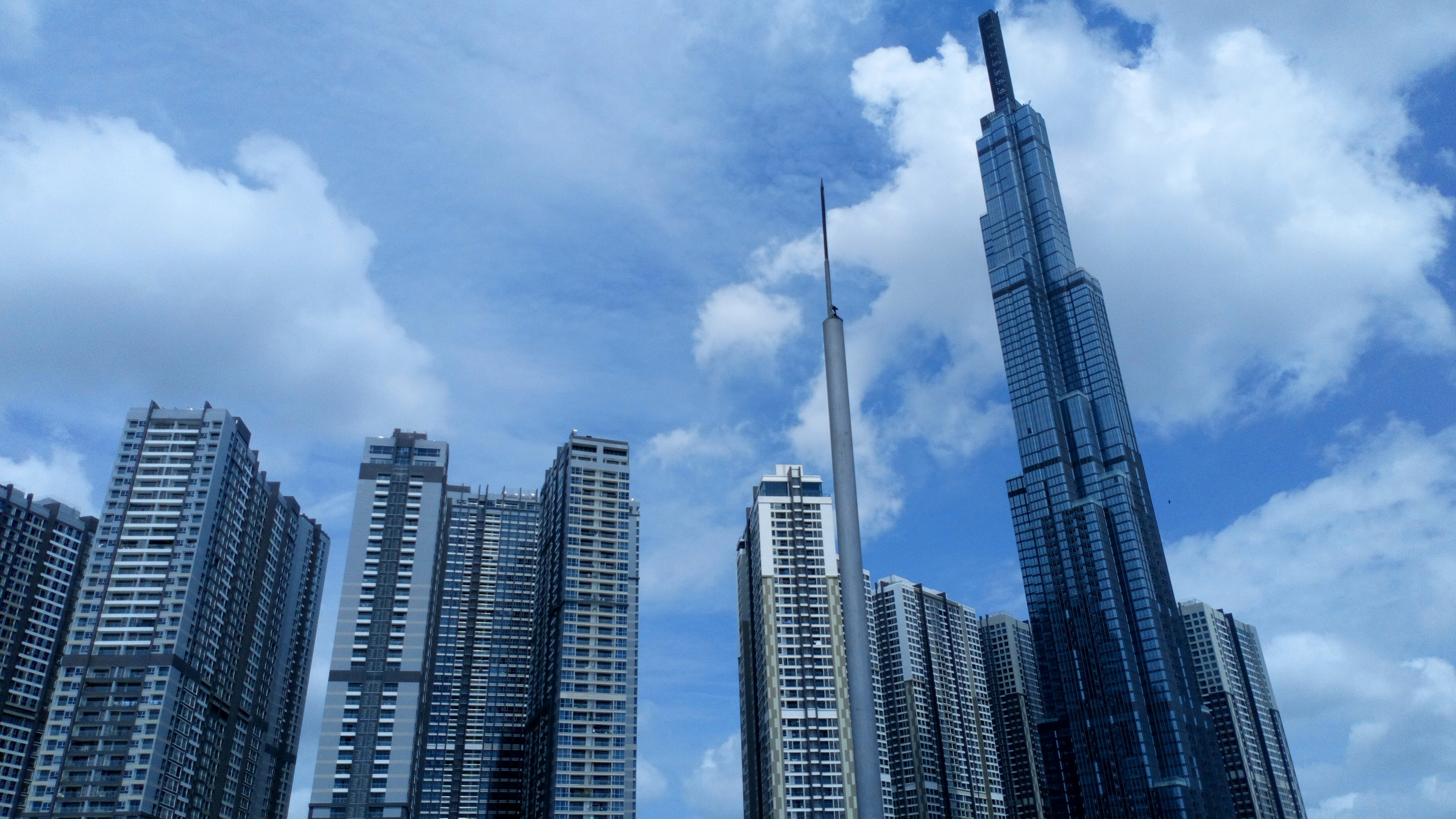
Gratte-ciel Landmark 81